# بو إسماعيل
بو إسماعيل مدينة ساحلية تابعة لولاية تيبازة بالجزائر تقع على شاطئ البحر تبعد بحوالي 45 كلم علي الجزائر العاصمة، كما أنها تتواجد بين مدينة الجزائر ومدينة تيبازة الساحلية مقر الولاية التي تبعدها بحوالي 20 كلم، وغرب بو إسماعيل ب 6 كلم يوجد ميناء الصيد لمدينة بوهارون. قبل عدة عقود من الزمن أثناء فترة الاحتلال بو إسماعيل كانت تدعى (بالفرنسية: CASTIGLIONE)‏
تعرف المدينة بالزراعة والسياحة وبالصناعات المتعددة والمركبة، التي تتدلى في المنحدر المطل على ظلال هضبة المتيجة وجبل الشريعة الذي ينتمي إلى السلسلة الجبلية للأطلس التلي. المدينة منبطحة فوق صخرة ضخمة من الترافرتين (الحجر الجيري) ذات الانحدار الذي يطول إلى مشارف شاطئ البحر الأبيض المتوسط. تطل أعالي المدينة بشكل عمودي على البحر، وشرقاً نظرة شاملة على خليج دواودة وزرالدة، أما غرباً هناك منظر فاتن لجبل شنوة وخليج تيبازة. الشوارع الأوروبية للمدينة كانت ولا زالت مزينة بأشجار البلاتان (المعروف بشجر الصفصاف).
بو إسماعيل المدينة مقسمة إلى قطاعين: شمال وجنوب الطريق الوطني رقم 11. كما تشتهر بشارعها العريض الجميل الذي تم ترميمه حديثاً، المطل مباشرة على البحر وينجذب الناظر بسحر مينائها الصغير. فيها المعهد العالي للبحرية الغني عن التعريف الذي يعد الأول على الصعيد الإفريقي؛ وقد استقبل عدة أجيال من الطلبة الجزائريين وآخرين من البلدان الصديقة والشقيقة كان تخصصهم في مجال البحرية التجارية. كما يزين هذه البلدة المربى المائي الذي يحتوي على عدة مخابر متخصصة في تربية الحيوانات المائية والتي تتقدمها الأسماك البحرية.
برؤية فرس البحر عبر كل المداخل لن يتوه أي زائر عن مدينة بو إسماعيل الجميلة.
تمتاز هذه المدينة بهواء البحر المنعش. واللطف والحفاوة والكرم الكبير الذي يعتبر من صفات سكانها الأعزاء يجذب الزوار الذين لا يريدون مغادرة بو إسماعيل إلى درجة يودون السكن فيها.

## التعليم الجامعي
تضم هذه البلدية العديد من مؤسسات التعليم الجامعي، منها:
- المدرسة الوطنية العليا للبحرية.[3]